# Metrô de Teresina

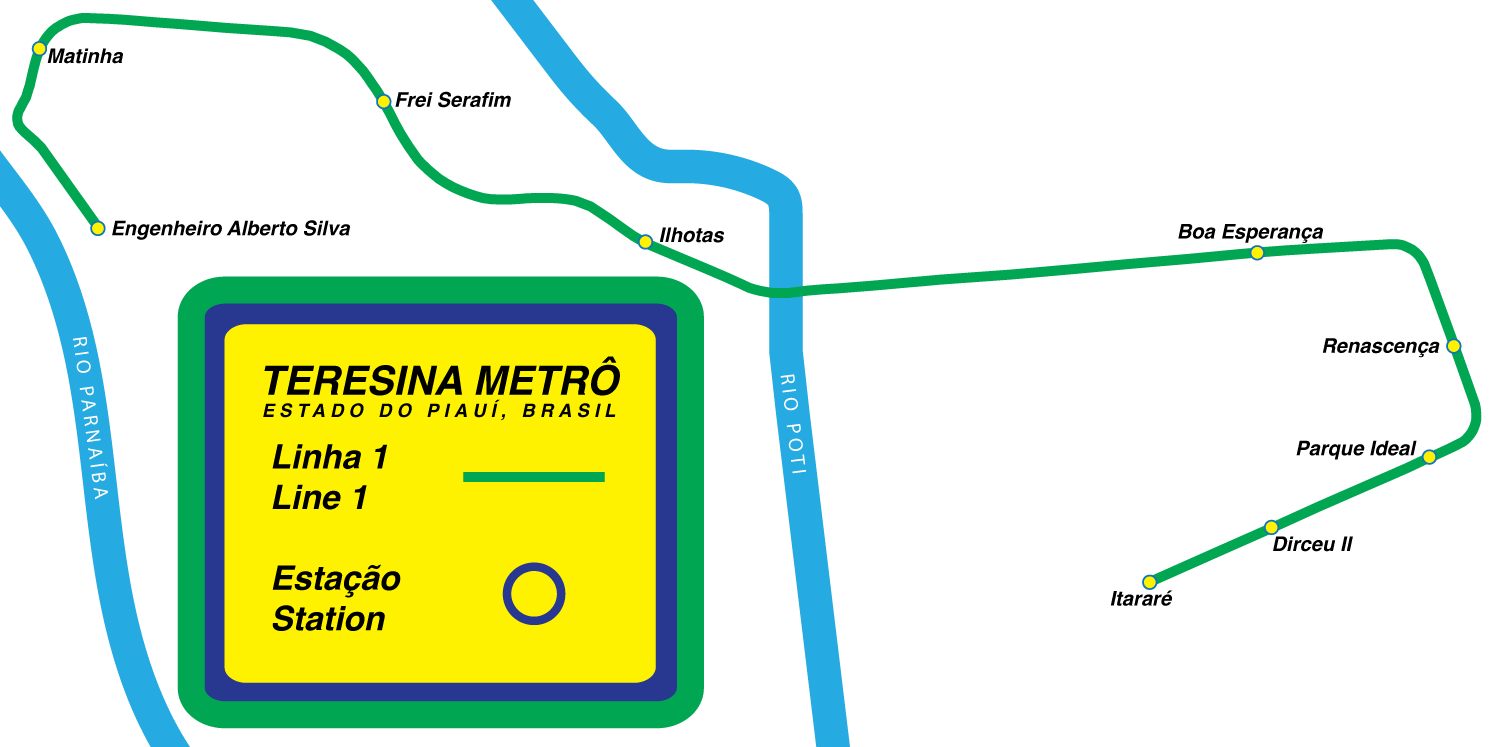
Plan der U-Bahn von Teresina

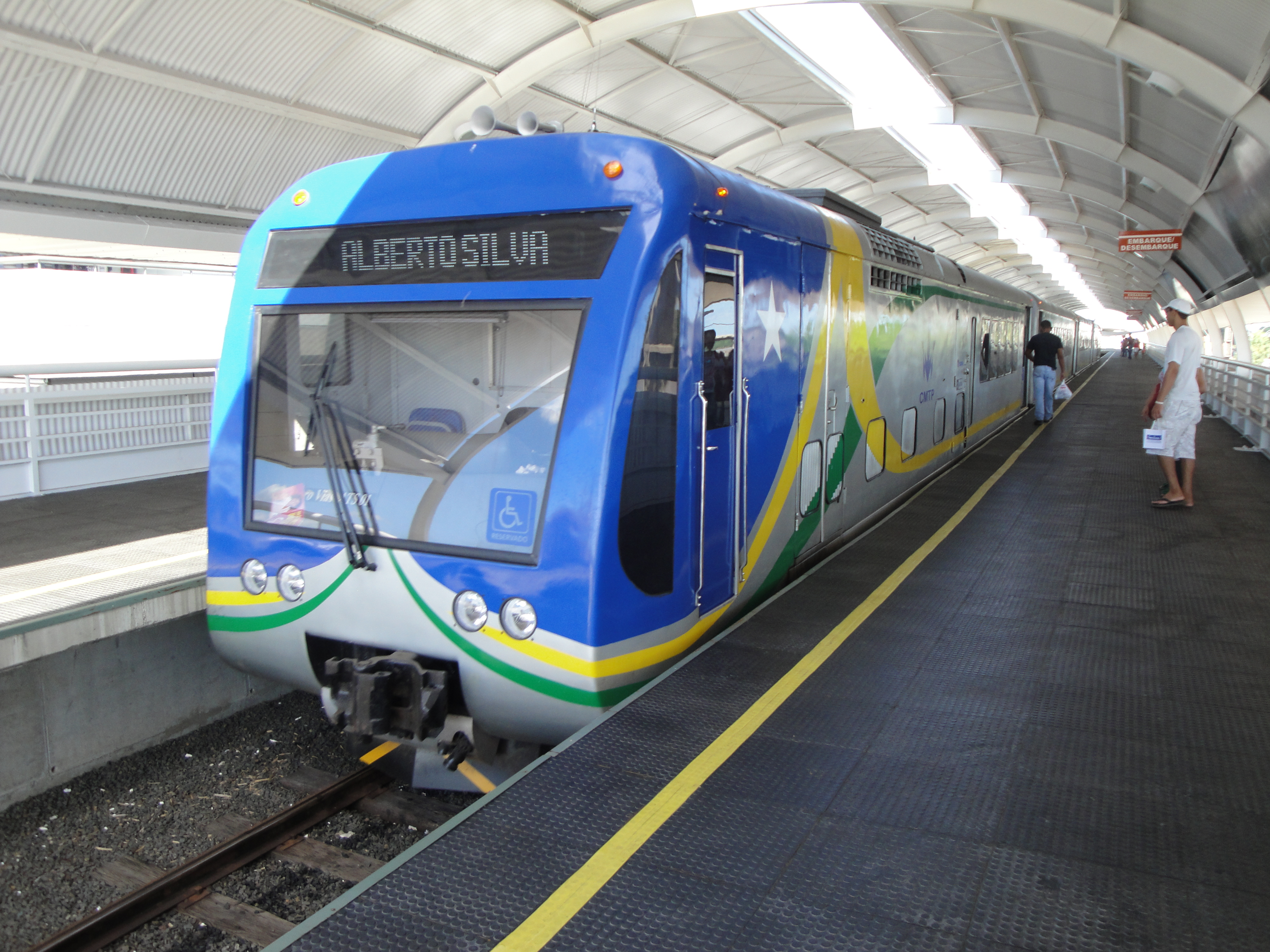
Ein Zug der Metrô de Teresina

Die Metrô de Teresina ist eine U-Bahn der brasilianischen Stadt Teresina. Sie wird von der Bahngesellschaft Companha Metropolitana de Transporte Público (CMTP) betrieben und besteht seit 2015 9 Stationen.

## Geschichte
Die Metrô de Teresina wurde 1989 mit dem Ziel gegründet, den Nahverkehr der Stadt zu modernisieren und ein Verkehrssystem mit hoher Kapazität zu schaffen.
Ende 1989 wurde mit dem Bau begonnen. Um die Baukosten zu reduzieren, wurden bestehende Gleisverbindungen genutzt, die zum Streckennetz der ehemals staatlichen Eisenbahn Rffsa gehörten.
Die Linie der Metrô de Teresina ging im November 1990 in Betrieb.
Im März 2008 wurde bekannt gegeben, dass der Betrieb der Metro an die staatliche Gesellschaft Companhia Brasileira de Trens Urbanos übertragen wird.

## Übersicht über das Verkehrssystem
| Linie   | Start/Ziel                         | Einweihung | Länge (km) | Stationen | Dauer der Reise (min) | Betriebszeiten                                     |
| ------- | ---------------------------------- | ---------- | ---------- | --------- | --------------------- | -------------------------------------------------- |
| Linha 1 | Engenheiro Alberto Silva ↔ Itararé | 1991       | 13,5       | 9         | 30                    | von Montag bis Freitag zwischen 6:00 und 19:00 Uhr |